# Curling under vinter-OL 2022 – Mixed
Curlingturnering for mixed double under Vinter-OL 2022 blev afholdt på Beijing National Aquatics Centre 9.-19. februar 2022. Ti nationer vil konkurrere i en round robin indledende runde, og de fire bedste nationer ved afslutningen af round robin vil kvalificere sig til medaljerunden.

## Hold
Nedenstående hold kvalificerede sig til OL-curlingturneringen for damer og stiller med følgende hold:
| Australien                                      | Canada                                            | Kina                                       | Tjekkiet                                | Storbritannien                           |
| ----------------------------------------------- | ------------------------------------------------- | ------------------------------------------ | --------------------------------------- | ---------------------------------------- |
| Kvinde: Tahli Gill Mand: Dean Hewitt            | Kvinde: Rachel Homan Mand: John Morris            | Kvinde: Fan Suyuan Mand: Ling Zhi          | Kvinde: Zuzana Paulová Mand: Tomáš Paul | Kvinde: Jennifer Dodds Mand: Bruce Mouat |
| Italien                                         | Norge                                             | Sverige                                    | Schweiz                                 | USA                                      |
| Kvinde: Stefania Constantini Mand: Amos Mosaner | Kvinde: Kristin Skaslien Mand: Magnus Nedregotten | Kvinde: Almida de Val Mand: Oskar Eriksson | Kvinde: Jenny Perret Mand: Martin Rios  | Kvinde: Vicky Persinger Mand: Chris Plys |

## Indledende runder
| Position | Nationer       | Australien | Canada | Kina | Tjekkiet | Storbritannien | Italien | Norge | Sverige | Schweiz | USA  | Resultat |
| -------- | -------------- | ---------- | ------ | ---- | -------- | -------------- | ------- | ----- | ------- | ------- | ---- | -------- |
| 10       | Australien     | —          | 10–8   | 5–6  | 2–8      | 8–9            | 3–7     | 4–10  | 6–7     | 9–6     | 5–6  | 2–7      |
| 5        | Canada         | 8–10       | —      | 8–6  | 6–5      | 4–6            | 7–8     | 7–6   | 2–6     | 7–5     | 7–2  | 5–4      |
| 9        | Kina           | 6–5        | 6–8    | —    | 6–8      | 5–6            | 4–8     | 6–9   | 6–7     | 7–6     | 5–7  | 2–7      |
| 6        | Tjekkiet       | 8–2        | 5–6    | 8–6  | —        | 3–8            | 2–10    | 7–6   | 4–7     | 3–11    | 10–8 | 4–5      |
| 3        | Storbritannien | 9–8        | 6–4    | 6–5  | 8–3      | —              | 5–7     | 2–6   | 9–5     | 7–8     | 8–4  | 6–3      |
| 1        | Italien        | 7–3        | 8–7    | 8–4  | 10–2     | 7–5            | —       | 11–8  | 12–8    | 8–7     | 8–4  | 9–0      |
| 2        | Norge          | 10–4       | 6–7    | 9–6  | 6–7      | 6–2            | 8–11    | —     | 6–2     | 6–5     | 11–6 | 6–3      |
| 4        | Sverige        | 7–6        | 6–2    | 7–6  | 7–4      | 5–9            | 8–12    | 2–6   | —       | 6–1     | 7–8  | 5–4      |
| 7        | Schweiz        | 6–9        | 5–7    | 6–7  | 11–3     | 8–7            | 7–8     | 5–6   | 1–6     | —       | 6–5  | 3–6      |
| 8        | USA            | 6–5        | 2–7    | 7–5  | 8–10     | 4–8            | 4–8     | 6–11  | 8–7     | 5–6     | —    | 3–6      |

## Playoffs
|  | Semifinalerr | Semifinalerr   | Semifinalerr |  |  | Finalekamp | Finalekamp     | Finalekamp |
|  |              |                |              |  |  |            |                |            |
|  | 1            | Italien        | 8            |  |  |            |                |            |
|  | 4            | Sverige        | 1            |  |  |            |                |            |
|  |              |                |              |  |  | 1          | Italien        | 8          |
|  |              |                |              |  |  | 2          | Norge          | 5          |
|  | 2            | Norge          | 6            |  |  |            |                |            |
|  | 3            | Storbritannien | 5            |  |  | Bronzekamp | Bronzekamp     | Bronzekamp |
|  |              |                |              |  |  |            |                |            |
|  |              |                |              |  |  | 4          | Sverige        | 9          |
|  |              |                |              |  |  | 3          | Storbritannien | 3          |

### Semifinaler
Mandag, 7. februar, 20:05
| Semifinale | 1                 | 2 | 3 | 4 | 5 | 6 | 7 | 8 | Resultat |
| ---------- | ----------------- | - | - | - | - | - | - | - | -------- |
| Italien    | 1 1 2 1 1 0 2 X 8 | 1 | 2 | 1 | 1 | 0 | 2 | X | 8        |
| Sverige    | 0                 | 0 | 0 | 0 | 0 | 1 | 0 | X | 1        |

| Spillerstatistik     | Spillerstatistik | Spillerstatistik | Spillerstatistik |
| Italien              | Italien          | Sverige          | Sverige          |
| -------------------- | ---------------- | ---------------- | ---------------- |
| Stefania Constantini | 84%              | Almida de Val    | 52%              |
| Amos Mosaner         | 94%              | Oskar Eriksson   | 76%              |
| Total                | 90%              | Total            | 66%              |

| Semifinale     | 1 | 2 | 3 | 4 | 5 | 6 | 7 | 8 | Resultat |
| -------------- | - | - | - | - | - | - | - | - | -------- |
| Norge          | 0 | 1 | 0 | 1 | 0 | 3 | 0 | 1 | 6        |
| Storbritannien | 1 | 0 | 2 | 0 | 1 | 0 | 1 | 0 | 5        |

| Spillerstatistik   | Spillerstatistik | Spillerstatistik | Spillerstatistik |
| Norge              | Norge            | Storbritannien   | Storbritannien   |
| ------------------ | ---------------- | ---------------- | ---------------- |
| Kristin Skaslien   | 81%              | Jennifer Dodds   | 83%              |
| Magnus Nedregotten | 85%              | Bruce Mouat      | 81%              |
| Total              | 84%              | Total            | 82%              |

### Bronzekamp
Tirsdag, 8. februar, 14:05
| Bronzefinale   | 1 | 2 | 3 | 4 | 5 | 6 | 7 | Resultat |
| -------------- | - | - | - | - | - | - | - | -------- |
| Sverige        | 0 | 4 | 1 | 1 | 0 | X | X | 9        |
| Storbritannien | 1 | 0 | 0 | 0 | 0 | 2 | X | 3        |

| Spillerstatistik | Spillerstatistik | Spillerstatistik | Spillerstatistik |
| Sverige          | Sverige          | Storbritannien   | Storbritannien   |
| ---------------- | ---------------- | ---------------- | ---------------- |
| Almida de Val    | 100%             | Jennifer Dodds   | 56%              |
| Oskar Eriksson   | 82%              | Bruce Mouat      | 85%              |
| Total            | 89%              | Total            | 73%              |

### Finalekamp
Tirsdag, 8. februar, 20:05
| Finale  | 1 | 2 | 3 | 4 | 5 | 6 | 7 | 8 | Resultat |
| ------- | - | - | - | - | - | - | - | - | -------- |
| Italien | 0 | 2 | 1 | 3 | 0 | 1 | 0 | 1 | 8        |
| Norge   | 2 | 0 | 0 | 0 | 1 | 0 | 2 | 0 | 5        |

| Spillerstatistik     | Spillerstatistik | Spillerstatistik   | Spillerstatistik |
| Italien              | Italien          | Norge              | Norge            |
| -------------------- | ---------------- | ------------------ | ---------------- |
| Stefania Constantini | 83%              | Kristin Skaslien   | 70%              |
| Amos Mosaner         | 90%              | Magnus Nedregotten | 69%              |
| Total                | 87%              | Total              | 69%              |

## Rangering
| Placering                        | Hold           |
| -------------------------------- | -------------- |
| 1                                | Italien        |
| 2. plads, sølvmedaljemodtager(e) | Norge          |
| 3                                | Sverige        |
| 4                                | Storbritannien |
| 5                                | Canada         |
| 6                                | Tjekkiet       |
| 7                                | Schweiz        |
| 8                                | USA            |
| 9                                | Kina           |
| 10                               | Australien     |